# Atsushi Sugie
Atsushi Sugie (杉江 淳, Sugie Atsushi) é um astrônomo japonês, prolífico descobridor de asteroides.
O asteroide 3957 Sugie recebeu esse nome em sua homenagem.